# Joulebino (métro de Moscou)
Joulebino (en russe : Жуле́бино et en anglais : Zhulebino) est une station de la ligne Tagansko-Krasnopresnenskaïa (ligne 7 mauve) du métro de Moscou, située sur le territoire du raïon Vykhino-Joulebino dans le district administratif sud-est de Moscou.

## Situation sur le réseau
Établie en souterrain, à 15 mètres sous le niveau du sol, la station Joulebino est située au point 138+37 de la ligne Tagansko-Krasnopresnenskaïa (ligne 7 mauve), entre les stations Lermontovski prospekt (en direction de Planernaïa) et Kotelniki (en direction de Kotelniki).